# 小田切效應

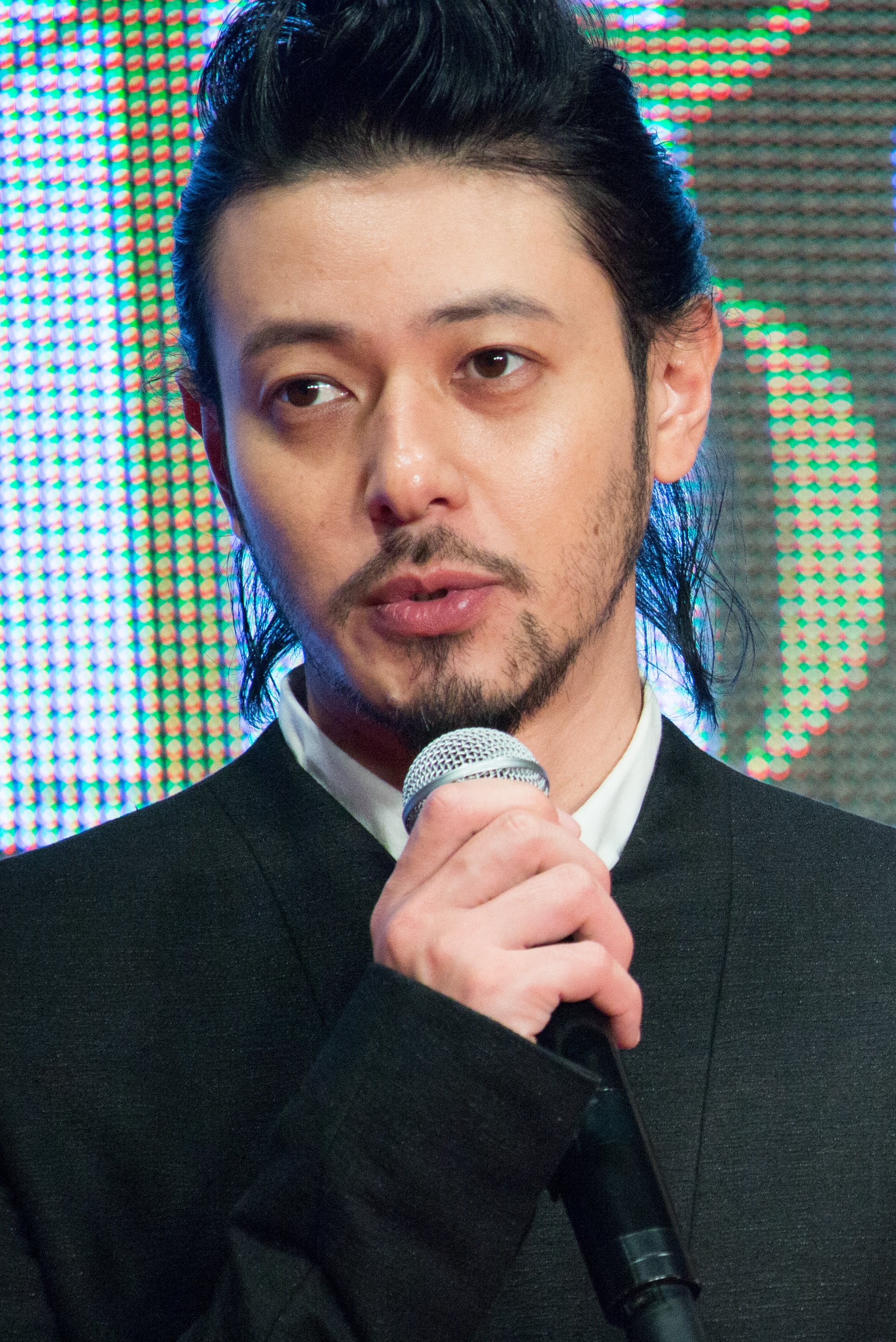
小田切讓

小田切效應（英語：Odagiri effect）指節目因為其中要角的魅力吸引預期外的大批女性觀眾。

## 由來
西元2000年時推出的兒童取向特攝節目《假面騎士空我》製作群分析後認為超乎預期的女性觀眾始於因男主角小田切讓的演出讓孩子的母親也關注該節目。更影響了之後的系列節目製作。

## 動畫領域
西元2011年時以超級英雄為主題的TIGER & BUNNY在原創動畫企劃重現了小田切效應，吸引大量女性觀眾。也在動畫界開拓出少女漫畫外的女性向作品，其應用企劃常以青春運動競賽類為包裝添加各式男性角色。如《疾走王子》（2012）、《Free!》（2013）、《美男高校地球防衛部LOVE！》（2015）、《Yuri!!! on ICE》（2016）。此外大量相關類型的少年漫畫或一些輕小說的動畫改編也很盛行，如《網球王子》、《黑子的籃球》、《飆速宅男》、《男子啦啦隊！！》等作品。

## 歐美地區
Anime UK news的Ian Wolf認為歐美也會如此，如2010年的偵探劇《新世紀福爾摩斯》、2015年的歷史劇《波達克》裡埃丹·特納打赤膊、2016年的諜報劇《夜班經理》中湯姆·希德斯頓不只上半身裸露甚至還露臀，都讓歐美女觀眾開始觀注除肥皂劇以外題材較嚴肅的戲劇。

## 功過爭議
雖然小田切效應能吸引更廣的客群並帶動女性消費力，但女性取向的引進也讓該節目對各種危機都是高高抬起輕輕放下，不敢處理嚴肅的議題。最後容易流於完全為女性觀眾服務，失去原本的多重客層。